# Beredskapsarbete

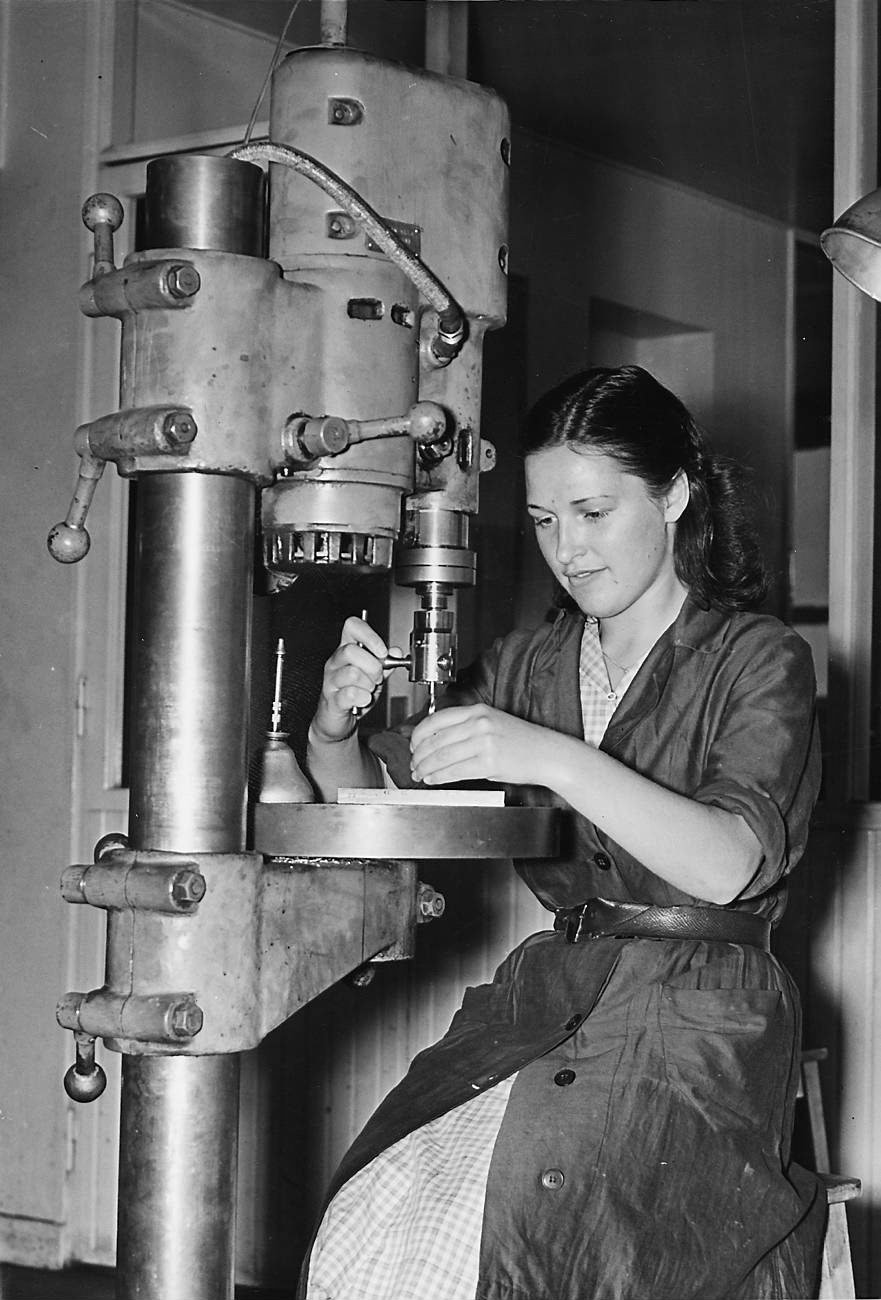
Kvinna i Sverige som 1942 genomgår en beredskapskurs i finmekanik för kvinnoarbete inom den tunga industrin.

Beredskapsarbete är ett offentligt finansierat arbete som inrättats för att minska arbetslösheten. De var vanliga i Sverige under den internationella lågkonjunkturen i början av 1930-talet.
Beredskapsarbetet var till skillnad från de avskydda AK-jobben ("ersättning lägre än lägsta grovarbetarlön på orten")[källa behövs] samhällsnyttigt arbete på marknadsmässiga villkor. Beredskapsarbetena gav ersättning och övriga villkor på samma nivå som kollektivavtalen för motsvarande arbetsuppgifter.
Övergången från AK till beredskapsjobb hade sin upprinnelse dels i kraven från de arbetslösas föreningar, till exempel De arbetslösas förening i Stockholm som reste kravet på likalön redan 1919, dels i att Sverige undertecknade ILO-konventionen nr 26 (numera nr 29) "... angående tvångs- eller obligatoriskt arbete" 1931. 
Genom 1933 års riksdagsbeslut blev beredskapsarbeten led i ett allmänt arbetsanskaffningsprogram för stimulerande av produktionen och fick en betydande omfattning. I motsats till AK-arbetena skedde beredskapsarbetena i enlighet med den öppna arbetsmarknadens löne- och arbetsvillkor. Beredskapsarbeten kunde vara både rent statliga och statskommunala, med statliga bidrag på mellan 20 och 85 % av kostnaderna.
Principen att nödhjälpsarbeten skulle ha lika villkor som annat förvärvsarbete genomfördes steg för steg under 30 och 40-talet.

I Arbetarrörelsens efterkrigsprogram (1944) beskrevs detta som självklart och likalöneprincipen för nödhjälpsarbeten gällde sedan som lag fram till dess att Arbetsmarknadskungörelsen upphävdes 1987.

Därefter minskande omfattningen av beredskapsarbeten, från i genomsnitt omkring 60.000 anställda årligen år 1983 till omkring 10.000 anställda 1997. 1998 ersattes beredskapsarbete av anställningsstöd.
Arbete som villkor för att få ersättning, där den förvärvsarbetande inte ges vare sig anställningskontrakt eller (kollektiv-)avtalade villkor återinfördes sedan genom stegvis förskjutning av verksamheten inom de mångtaliga åtgärdsprogram som avlöste varann under 1990-talet och lagfästes år 2000, när att Sveriges riksdag antog propositionerna om Socialtjänstlagen och Aktivitetsgarantin.
Socialtjänstlagens skrivning är typiskt för de nya regelverken på området: "Den som deltar i praktik eller annan kompetenshöjande verksamhet enligt 4 § ska i det sammanhanget inte anses som arbetstagare.".
ILO reagerade på detta i rapporten "Workfare Tendencies in Scandinavian Welfare Policies" 
Under de senaste åren[när?] har beteckningen beredskapsarbete eller beredskapsjobb börjat användas för att i stället beskriva den andra huvudtypen av nödhjälpsarbeten. Det obligatoriska arbetet inom Jobb- och utvecklingsgarantin, särskilt dess Fas 3, lanserades som sådant.
Sedan FAS3 avskaffats har två nya former av subventionerade arbetsformer införts där de personer som tidigare var berättigad FAS3 nu istället erbjuds fullt subventionerade arbeten inom offentlig sektor samt inom övrig skola och omsorg. Dessa kallas Moderna beredskapsjobb i Staten för statliga arbetsgivare och Extratjänst för övriga arbetsgivare. Dessa syftar till att återintroducera de långtidsarbetslösa eller introducera nyanlända i arbetsmarknaden genom att få god handledning och nyttja hela sitt arbetsutbud i mindre kvalificerade arbetsuppgifter.